# Correspondents' Dinner
Het Correspondents' Dinner was een Nederlands galadiner dat op 10 februari 2016 voor het eerst werd georganiseerd door de NTR en werd uitgezonden op tv. Het is geïnspireerd door het jaarlijkse diner van de White House Correspondents' Association.
Tijdens het eerste Correspondents' Dinner gaf de premier van Nederland een komische toespraak waarbij hij de pers, collega-politici en het politieke landschap op de hak nam. Daarna volgde een cabaretier die eveneens een toespraak hield met vergelijkbare strekking. 
Onder begeleiding van het Metropole Orkest werd in de Beurs van Berlage in Amsterdam het diner gehouden. De presentatie lag in handen van presentator-journalist Twan Huys die het galadiner opende met een introductie over de oorsprong van het diner. Daarna volgden premier Mark Rutte en cabaretier Dolf Jansen met een toespraak. Oorspronkelijk zou cabaretier Youp van 't Hek na Mark Rutte de toespraak geven, maar die moest daarvan afzien wegens ziekte. Tafeldame van Mark Rutte was de actrice Halina Reijn. De tv-registratie trok ruim 2,7 miljoen kijkers.

## Oorsprong
Het correspondentendiner is gebaseerd op een Amerikaanse traditie van de sinds de jaren 1920 jaarlijks gehouden White House Correspondents' Dinner waar de Amerikaanse president een toespraak houdt voor de parlementaire pers en andere genodigden. In december 2011 vroeg Twan Huys in College Tour aan Mark Rutte of hij mee zou willen doen met een Nederlands correspondentendiner, waar hij mee instemde. Na afloop van het Correspondents' Dinner werd de hoop uitgesproken dat het navolging zou krijgen. Vanwege de Tweede Kamerverkiezingen in maart 2017 werd het vervolg uitgesteld.